# ميخائيل توماس (لاعب كرة قدم أمريكية)
ميخائيل توماس (بالإنجليزية: Michael Thomas)‏ هو لاعب كرة قدم أمريكية أمريكي، ولد في 3 مارس 1993 في لوس أنجلوس في الولايات المتحدة.

## وصلات خارجية
- ميخائيل توماس على موقع مرجع كرة القدم المحترفة.كوم (الإنجليزية)